# Argoeuves Communal Cemetery
Argoeuves Communal Cemetery is een begraafplaats gelegen in de Franse plaats Argœuves (Somme). De militaire graven worden onderhouden door de Commonwealth War Graves Commission.
De begraafplaats telt 3 geïdentificeerde Gemenebest graven uit de Eerste Wereldoorlog.